# Beli klobuki
Izraz beli klobuki oziroma beli hekerji (angl. white hat hackers) označuje etične hekerje. To so strokovnjaki za informacijsko oz. omrežno varnost, ki s pomočjo vdorov in različnih tehnik napadov, poskušajo odkriti pomankljivosti v varnosti informacijskih sistemov podjetij. Njihov namen ni samo vdor v sistem, ampak predvsem, da se z varnostnim pregledom naredi temeljita analiza informacijskega sistema. Namen je preizkusiti, nadgraditi in zagotoviti varnost informacijskih sistemov podjetij. Nasprotje so črni klobuki oz. črni hekerji, ki so škodljivi hekerji. Izraza prihajata iz starih western filmov, kjer dobri kavboji nosijo bele klobuke, slabi kavboji pa črne klobuke. Medtem ko beli klobuki izvajajo napade z dobrimi nameni in z dovoljenjem, ter črni klobuki z namenom narediti škodo, obstaja še tretja vrsta hekerjev imenovanih sivi klobuki. To so hekerji, ki vdirajo v sisteme z dobrimi nameni, vendar za to nimajo dovoljenja.